# Cigánd története

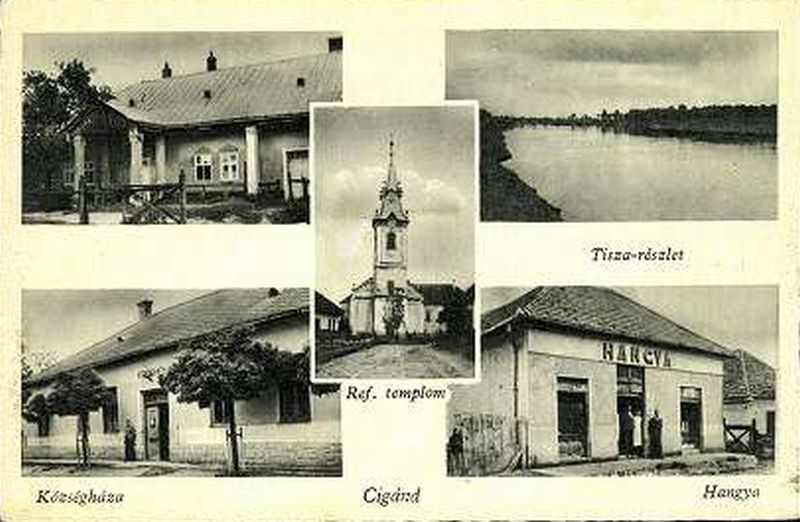
Régi képeslap Cigándról

Cigánd története több mint 700 éves múltra tekinthet vissza. Anonymus írásából tudjuk, hogy ezen a vidéken már a honfoglalás korában megjelentek a magyarok, de régészeti kutatások bizonyítják, hogy már előtte is lakott volt. Az egységesen Zygand birtokként említett települést, 1347-ben egy birtokper kettészakította, de 1923-ban Kiscigánd és Nagycigánd újraegyesült. A Tisza sokáig meghatározó szerepet töltött be a település életében egészen a 19. század végéig, amikor is elkészültek a folyamszabályozási munkálatok. A lecsapolt ártéri területek és mocsarak helyén, táperőben gazdag földekhez juthattak a cigándiak. Ennek köszönhetően ugrásszerűen növekedett a lakosság száma, egészen a 20. század közepéig, amikor Cigánd lett a legjelentősebb bodrogközi település. Ezt követően a bevándorlás üteme lassult és a lakosság létszáma 5000 fő körül állandósult. A   termelőszövetkezetek megalakulása után megindult a gépesítés és a nagyüzemi gazdálkodás, melynek hatására javultak ugyan a termelési eredmények, de a mezőgazdaság csökkenő munkaerőigénye miatt megindult a lassú elvándorlás. A rendszerváltás után a mezőgazdaságban végbemenő jelentős gépesítési hullám, a piacnyitás és az ezzel járó erős verseny tovább csökkentette a föld által eltartott lakosok számát. Az 1994-ben átadott II. Rákóczi Ferenc Tisza-hídnak köszönhetően a település elzártsága jelentősen csökkent, és 2004-ben várossá nyilvánították. A település dinamikus fejlődésének ellenére, 2013 óta az ország egyik legrosszabb gazdasági és társadalmi helyzetű járásának székhelye.

## Földrajzi háttér
A történelmi Magyarország egyik legvizenyősebb része a Bodrogköz volt. Az alföldi jellegű kistáj délnyugati részén elszigetelve fekvő települést a 19. század közepéig még átjárhatatlan ingoványok és mocsarak vették körül. Ez a hely évszázadokon át a Tisza, a Bodrog és a Karcsa folyók szorításában lévő néhány dombtetőre épült település volt. A lápos részeken csak a kiemelkedő homokhátakon volt lehetőség a megtelepedésre. Cigánd a hajdani árvíz szintje fölé emelkedő nagyobb kiterjedésű szigeten telepedett meg. A sziget két kimagasló pontja volt a későbbi Kis- és Nagycigánd központja, s a központban felépített templom köré épült a falu.
Cigánd századokon át egy sajátosan zárt világot alkotott, amelyet az őszi esőzések és a tavaszi áradások után szinte megközelíteni sem lehetett. Az évszak túlnyomó részében csak sajkákkal lehetett közlekedni és a Tisza szabályozásáig igen nyomorúságos volt az itt élők helyzete. Ez a rendkívüli környezet sem tántorította el a helybélieket attól, hogy itt hagyják ezt a természet által megnehezített környezetet. Mivel termőföld nem volt, a férfiak számára a megélhetést a csíkászat, és a vadászat, míg a nők számára a harmatkása-, a sulyomszedés és a gyékényszövés jelentette.

## A honfoglalástól a 19. század végéig
Cigánd határában az Árpád-korban több falutelepülés is létezett, de már előtte is lakott lehetett, ui. az ásatások során szláv és avar törzsek leletei kerültek felszínre. Az elpusztult faluhely egykori elhelyezkedésére utal többek között az Egyház-tag földrajzi név, de további régészeti érdekű területek lelhetők fel hajdani élővíz folyások magaspartjain, pl. a Víg-dűlőben, a Szenna-dűlőben, a Nagy-tagban, a Sere-dűlőben, a Garanya határrészen, vagy a Svarc-tagban. A település határában 14 régészeti lelőhely található.
A cigándi árapasztó tározó építését megelőzően, 2005 őszén nagyszabású régészeti feltárások kezdődtek, amelyek eredményeként késő bronzkori település nyomaira bukkantak. Ugyanitt egy kelta település néhány házalapja is előkerült, valamint egy 13. századi Árpád-kori pákásztanya, ahol elszórtan találtak karámokat, élelemtároló vermeket, lakóházakat.

### Birtokviszonyok Cigándon
Cigánd első okleveles említése egy 1289-es adománylevélben olvasható, amikor a Tomaj nemzetségbeli „Sámod fia Miklós vejének, Berencsi Egyed fia Konrádnak adományozta Zygand nevű jószág felét.” Az említett Konrád neve a későbbi oklevelekben nem található, viszont a nemzetség Henei-ága bizonyíthatóan birtokosa volt még 1327–1377 között is.
Az egységesen Zygand-birtokként említett települést, 1347-ben egy hosszú ideig elhúzódó birtokper kettészakította. A fele-fele arányban megosztott birtokot már ekkor kétféleképpen nevezték. Később a Tiszához közelebb eső rész (az egykori Berencsi birtok) lett Nagy Czigánd, a birtok másik fele pedig (az egykori Losonczy-birtok) Kis Czigánd. A dézsmajegyzékek adatai alapján 1571-ben a két Cigándon közel 280 ember élt.
A fennmaradt 16–17. századi oklevelek alapján Cigánd birtokosai voltak még többek között a Serédy, Anárcsy (vagy Bacskai Anárcsy), Újlaky, Sennyey, Barkóczi, Vay és Ibrányi családok.

### Vallási élet
1376–ban Egyházascigándi Domokos pereskedett egyik birtokostársa ellen, amely az első adat arra nézve, hogy Cigánd templommal rendelkező egyházas hely volt. Egy 1413-as oklevélben Egyházas Cigánd néven emlegetik. A 14. századvégi templom építésére vonatkozóan 1623-ig semmilyen írásos adat nem maradt fenn, hacsak azt nem tekintjük annak, hogy az egyház birtokában lévő legrégibb kegytárgy az a boros cinkanna, amelyen az 1525-ös évszám olvasható. 1629-től vannak írásos emlékek arra vonatkozóan, hogy a település lakossága felvette a református vallást. A 18. századtól a lakosság túlnyomó része református vallású volt, de a Tisza szabályozását követően, éltek itt szép számmal izraeliták is. A Bodrogközben egyedül itt volt zsidó hitközség rabbival és izraelita tanítóval. Nagy- és Kiscigánd református egyháza közös volt, nagycigándi székhellyel. A kezdetben Nagycigándhoz tartozó templom keleti szárnyát a helyi hagyomány szerint még a husziták építették, de erre nincs konkrét bizonyíték. Ezt a régi templomot 1793-ban kibővítették és a gótikus eredetű templomhoz 1836-ban építettek egy 32 méter magas harangtornyot. A Cigándi Református Egyházközség temploma ekkor nyerte el mai alakját.
A lakosság vallás szerinti megoszlásának alakulása: 
|                 | 1830 | 1938 | 2011 |
| --------------- | ---- | ---- | ---- |
| Református      | 1978 | 3898 | 1769 |
| Római katolikus | 25   | 471  | 238  |
| Görögkatolikus  | .    | 232  | 77   |
| Evangélikus     | .    | 12   | -    |
| Izraelita       | 16   | 268  | -    |
| Összesen        | 2019 | 4881 | 2963 |

### A vizek által fenyegetett falu
A Tisza hosszú ideig meghatározta az itt élő emberek életét. Az árvízek elviselhetetlen körülményei ellenére soha nem a település elhagyását választották, hanem újabb és újabb kérelmekkel fordultak a vármegyéhez, hogy a Tisza szabályozását minél előbb kezdjék meg. Ennek első írásos nyoma 1781-ben kelt, de a tényleges munkálatokat igen hosszas huzavona után, csak 1857-ben kezdték meg, amikor két év alatt elkészítették a tiszai és a bodrogi töltéseket egészen Tokajig. A nem megfelelő átvágások miatt az 1869-es árvíz átszakította a kis- és nagycigándi gátakat, de a később megerősített védművek az 1876-os nagy árvíznek már ellenálltak. A Tisza szabályozása után a település termőföldterületének nagysága 9887 holdra emelkedett. Innentől kezdve jelentőssé vált a burgonyatermesztés. A vízrendezés után művelés alá vont területek a nagybirtokokat gyarapították, és rendkívül magas volt az életképtelen törpebirtokokon gazdálkodó zsellérek aránya. Részben ez volt az oka annak, hogy az 1870-es években tömeges méreteket öltött az emberek Amerikába történő kivándorlása. A 19. század végén iparosok (ácsok, csizmadiák, kovácsok, kötélverők, molnárok stb.), kereskedők és kocsmárosok is megtelepedtek a faluban. 1873-ban a királyhelmeci járáshoz tartozó Kiscigándon 1857-en, Nagycigándon pedig 1555-en laktak. 1886-ban törvényben szabályozták a közigazgatás átszervezését, ami alapján a két falut kisközséggé nyilvánították.

## A 20. század elejétől a rendszerváltásig

### A „kisvasút” és a pontonhíd építése
A Bodrogközi Gazdasági Vasút (BK.G.V) építése Nagycigándról indult két irányban 1912-ben. Ricse illetve Zemplénagárd irányába Királyhelmecre (30 km) és Tiszakarád felé Sárospatakra (39 km). A 760 mm-es nyomtávval épített Nagycigánd-Királyhelmec vonalat 1913. augusztus 13-án adták át.
A több évszázada működő tiszai révátkelő helyén, 1920-ban pontonhíd létesült Cigánd és Dombrád között, így a Tiszán átkelve a cigándiak könnyebben jutottak el a szabolcsi Rétköz falvaiba, mint a tőlük északkeletre fekvő bodrogközi településekre. Cigándnál 
1920 és 1994 között két pontonhíd volt a Tiszán. Az elsőt Tokajból szállították át, és 1944 őszén a visszavonuló német alakulatok felrobbantották. Maradványait a magyar csapatok felszedték és elvitték. 1952-ben Budapestről hozták el a Margit híd mellett felállított szerkezet egy részét. Ez üzemelt 1994-ig, az új cigándi Tisza-híd megépítéséig.
Több mint 22 éves szünet után, 2017. május 26-án Dombrád és Cigánd között, újraindult a kompközlekedés a Tiszán. A teljes kompberuházás értéke a vízi és a szárazföldi létesítményekkel együtt meghaladta a 100 millió forintot.

### Kis- és Nagyczigánd egyesülése
1922-ben a két kisközség vezetése, a lakosság jóváhagyásával az egyesülés mellett döntött. A tervezet beadását követően a magyar királyi belügyminiszter jóváhagyása után, Kis- és Nagyczigánd hivatalosan is egyesült. Czigánd nagyközség egyesülési jegyzőkönyve 1923. október 10-én kelt, amelyben a képviselő-testület új szabályrendeletet alkotott. Ebben az időben a falu már a Bodrogköz magyar oldalon maradt részének legnagyobb települése volt. Cigánd látványos fejlődésen ment keresztül. Új községi szabályrendeletet és több infrastrukturális döntéseket hoztak. Ekkor határoztak a körorvosi állás megszervezéséről, vásártartási jog kérelmezéséről, a közútfejlesztéshez való hozzájárulásról, és elvi döntés született a villanyvilágításról, amelynek gyakorlati megvalósítására az 1950-es években került sor. A két község egyesülése után a népesség fokozatosan növekedni kezdett. Az 1930-as évek a községi építkezések évtizede volt. 1933-ban Kertész János községi bíró indítványozta Kozma György főispánnál, a falu szívében elterülő Tóhát belvíz levezetésére és feltöltésére irányuló megvalósítását és hogy a teret Kozma György térnek nevezzék el. 1938-ban ezen a téren közadakozásból építették fel Cigánd legelső emlékművét. Falán márványtábla hirdeti, az első világháborúban elesettek névsorát.
| Ádám József      | Anarcsi Ferenc   | Aros József       | Aros Mihály      | Balla István sz.  |
| Balla József     | Balogh Sándor    | Batta János gy.   | Batta János m.   | Batta M. Károly   |
| Bezzeg János     | Bodorovics János | Bodnár István h.  | Bodnár István k. | Bodnár József s.  |
| Bodnár István f. | Bodnár József g. | Bodnár Sándor t.  | Boros Károly     | Bedzsó István     |
| Bedzsó József    | Bedzsó András    | Csatlós István    | Csáki István g.  | Csáki József g.   |
| Csáki B. Károly  | Csáki Károly n.  | Demjén János      | Dócs János m.    | Dócs F. József    |
| Fábián János I.  | Fazekas István   | Fodor Dániel b.   | Fodor József új  | Fodor Károly m.   |
| Fodor Károly t.  | Géresi Pál       | Godzsák Ferencz   | Grabicza János   | Gál M. János      |
| Gál Miklós       | Gyöngyösi Dániel | Gyöngyösi János   | György Dániel    | György Miklós     |
| Harsányi Sándor  | Horváth József   | Illés József      | Kazup Dániel     | Kazup Mihály      |
| Kelemen Károly   | Kovács András    | Lelkes Miklós     | Lengyel József   | Mátyás István     |
| Molnár Dániel    | Molnár M. János  | Molnár Mihály     | Müller Salamon   | Nagy J. István    |
| Nagy József m.   | Nagy József I.   | Nagy Sándor I.    | Oláh András      | Oláh János p.     |
| Oláh Károly cs.  | Oláh Sándor m.   | Rácz Győző Sándor | Szabó István     | Szécsi Péter      |
| Terjék János t.  | Terjék József k. | Terjék Károly t.  | Tóth András      | Tóth István s.    |
| Tóth Károly á.   | Várady Dániel    | Vaszi János       | Végső József     | Weinberger Ignácz |

A márványtábla már az 1920-as években elkészült és egy ideig a református templom főbejárata felett volt elhelyezve, innen vitték át az emlékműre. Tetejéről a turult vandál kezek kétszer is letörték. Először a Rákosi rezsim hatalomra jutásakor, állítólag részeg provokátorok eltulajdonították. Másodszor pedig 2009-ben törték le , amíg 2014-ben Czigándy Varga Sándor szobrászművész új turulmadarával, az emlékművet az első világháború kitörésének 100. évfordulójára fel nem újították. A teret id. Fábián Sándor javaslatára 1946 óta nevezik Hősök terének , ahol azóta több emlékművet is felavattak. 1938 novemberében határoztak az új orvosi lakás építéséről is, amelyet az akkor még Kozma György téren hoztak létre. Cigánd nagyközség orvosává a sátoraljaújhelyi származású dr. Kottász Bélát, a szolnoki közkórház fiatal sebész orvosát nevezték ki 1941-ben.

### Holokauszt Cigándon

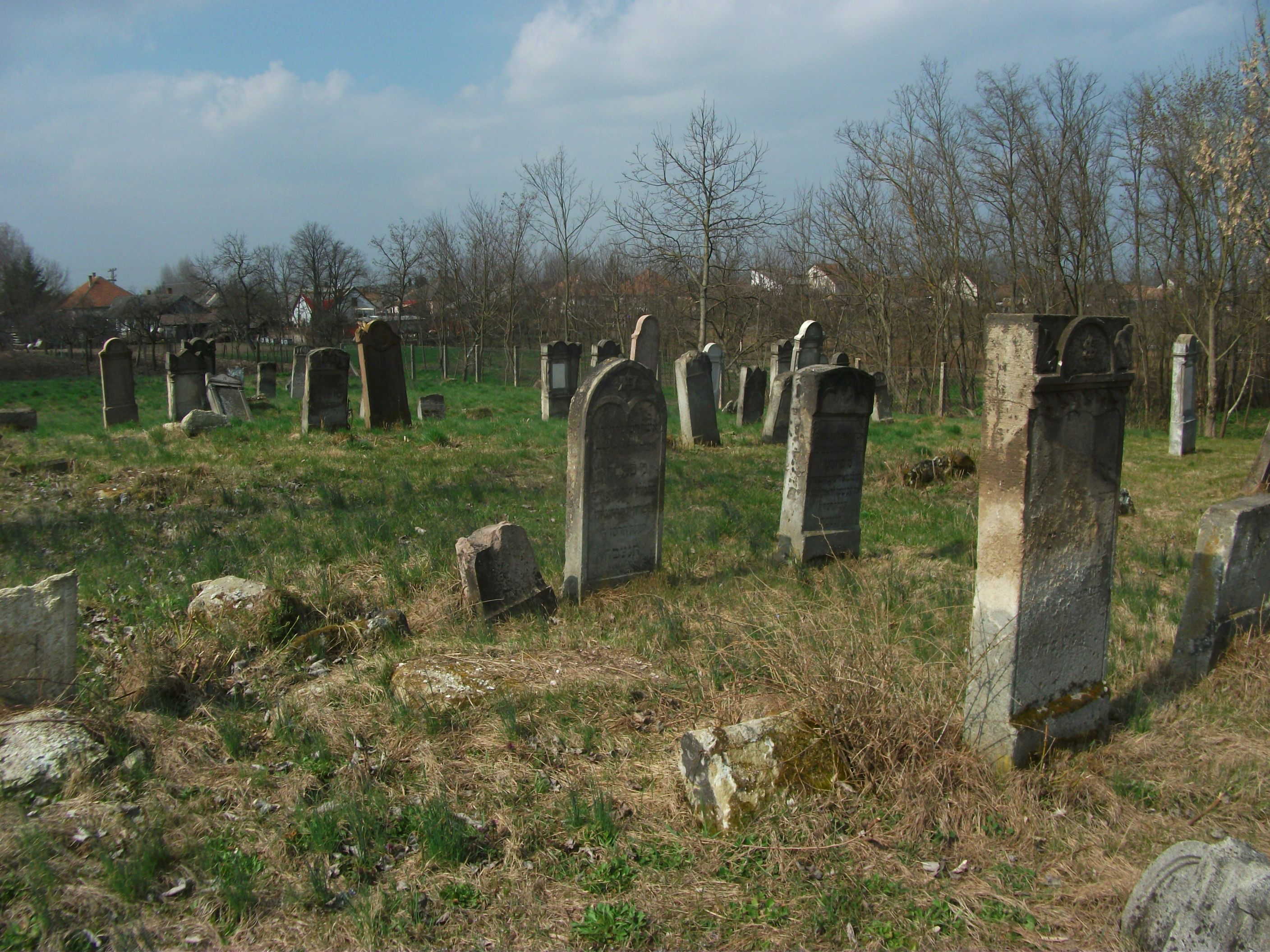
A cigándi zsidó temető részlete. A temetőt 1940-ig használták. Ma holokauszt emlékhely (2015)

A zsidó családok egészen a Tisza szabályozásáig nem képeztek jelentős közösséget Cigándon. Akkor viszont a főleg kereskedelemből és iparból élő családok igen szép számban telepedtek le a faluban. 1920-ban már annyian voltak, hogy elérkezettnek látták az időt arra, hogy felépítsék saját templomukat. A zsidótörvények előírásainak megfelelően, 1944. április 16-án gyűjtötték őket össze a „kéttantermes iskolában” (ma a református egyház gyülekezeti terme), és három nap múlva továbbvitték őket a sátoraljaújhelyi gettóba, ahonnan egyenes út vezetett Auschwitzba. A holokauszt cigándi áldozatainak száma a fennmaradt iratok alapján 228 fő. Az életben maradt 82, többnyire zsidó fiatal közül 48 fő részben Budapesten, részben más vidéken, később az Amerikai Egyesült Államokban, Izraelben és Kanadában telepedett le. A háború és a deportálások után 70 évvel Cigánd Város Önkormányzata úgy döntött, hogy méltó emléket állít nemcsak a világháborúban meghaltak, hanem az egykoron itt élt zsidóság tiszteletére is. Ennek eleget téve az általános iskola mögött található zsidó temetőt megfelelő és kulturált körülmények közé helyezte, melyhez a MAZSIHISZ és magánadakozók adománya, valamint Nagy István: Fakuló emlékek nyomában– A cigándi zsidóságról-töredékesen című kiadvány bevétele is támogatást nyújtott. A temető méltó helyreállítása mellett egy emlékmű is készült. Czigándy Varga Sándor alkotását 2015. június 9-én avatták fel.
| Aros Károly         | Balla Dániel        | Balla György b.    | Balla István p.      | Balla István h.      |
| Balla Károly        | Balogh Balázs       | Belinszky József   | Belinszky Mihály     | Berger Áron          |
| Berger Áronné       | Bécsi Zsuzsanna     | Béres József       | Bieber Áron Ernő     | Bieber László        |
| Bodnár Bertalan n.  | Bodnár Bertalan sz. | Bodnár István cs.  | Bodnár József k.     | Bodnár Károly g.     |
| Bodnár Mihály       | Bodnár Sándor n.    | Bodnár Sándor      | Borkesz József       | Boros Károly         |
| Csáki János cs.     | Cserbák János       | Csobai Sándor      | Dicker Samu          | Dicker Samuné        |
| Dócs Mihály         | Durku Ferenc        | Ecker Jenő         | Ecker Józsefné       | Ecker Lázár          |
| Ehrenfeld Gábor     | Ehrenfeld Mór       | Ehrenfeld Mórné    | Elefánt Béláné       | Elefánt Marianna     |
| Fenerstein Izsák    | Fenerstein Izsákné  | Fodor Bertalan új  | Fodor Géza Miklós    | Fodor István cs.     |
| Fodor János d.      | Fodor József b.     | Fodor Károly b.    | Fodor Miklós k.      | Fodor M. Miklós      |
| Filep József        | Frischmann Szeréna  | Garami János       | Gál István n.        | Gál István cs.       |
| Gál József k.       | Gál Károly k.       | Gál Miklós k.      | Gecse János          | Géresi Géza          |
| Goldberger Erzsébet | Goldberger Hani     | Grünfeld Antónia   | Grünfeld Dávid       | Grünfeld Ignácz      |
| Grünfeld József     | Grünfeld Lili       | Grünfeld Majer     | Grünfeld Majerné     | Grünfeld Róza        |
| György Balázs       | György Károly       | György Károly k.   | Győri István         | Hanoder András       |
| Harsányi Sándor     | Heimlich Béla       | Heimlich Ignácz    | Heimlich Ignáczné    | Heimlich Jenő        |
| Herman István       | Horváth József      | Ignéczi György     | Illés Dániel         | Jónás János          |
| Kántor Géza         | Kircz Ágnes         | Kircz Áron         | Kircz Ignácz         | Kircz Ignáczné       |
| Kircz Ilona         | Kircz József        | Kircz Józsefné     | Kircz Lili           | Kircz Magdolna       |
| Kircz Tibor         | Kircz Záli          | Kiss Péter         | Kocsis András        | Kocsis János k.      |
| Kocsis János        | Kohn Ferenc         | Kohn Ferencné      | Koppány János s.     | Kovács János         |
| Krón Dávid          | Krón Dávidné        | Krón Miksa         | Krón Salamon         | Kun Ilona            |
| Kun Szeréna         | Durku Ferenc        | Lehoczki Ferenc    | Lehoczki Kálmánc     | Leli István          |
| Lőrincz János       | Metz Imre           | Minczér József     | Molnár János         | Molnár lászló        |
| Müller Etel         | Müller Géza         | Müller Gézáné      | Müller Judit         | Müller Katalin       |
| Müller Márta        | Nagy F. Antal       | Nagy Dániel sz.    | Nagy T. János        | Neumann Dávid        |
| Neumann Dávidné     | Neumann Ernő        | Neumann Margit     | Neumann Sarolta      | Németh Bertalan      |
| Németh István sz.   | Németh István f.    | Németh István      | Németh János         | Oláh András          |
| Oláh Gábor          | Oláh István b.      | Oláh István k.     | Oláh István          | Oláh József g.       |
| Oláh József k.      | Oláh P. Károly      | Punyi Mihály       | Róth Miklós Miksa    | Róth Miklósné        |
| Rózenfeld Dezsőné   | Sándor János        | Sándor Vilmos      | Schreiber Akiba      | Schreiber Béla       |
| Schreiber Edit      | Schreiber Ernő      | Schreiber Ernő     | Schreiber Erzsébet   | Schreiber Nándor     |
| Schreiber Nándorné  | Schreiber Rózsa     | Schreiber Sarolta  | Schreiber Simon      | Schreiber Zsigmondné |
| Schönberger Aurélia | Schönberger Éva     | Schönberger Miklós | Schönberger Sándorné | Schwarcz István      |
| Schwarcz Jenő       | Schwarcz Jenőné     | Sicherman Jenőné   | Sicherman Andor      | Stark Simon          |
| Szabó István        | Szabó József        | Szabó Vera         | Szántó István        | Szántó Károly        |
| Takács Gyula        | Takács János        | Takács József      | Takács Sándor        | Tari István          |
| Terjék Dániel cs.   | Terjék István       | Terjék József      | Terjék Károly sz.    | Téglás János         |
| Téglás József       | Tóth Dezső cs.      | Tóth János cs.     | Tóth József g.       | Török István         |
| Török János         | Tímári József k.    | Varga János        | Varga Sándor         | Weinberger Adolf     |
| Weinberger Adolfné  | Weinberger Irén     | Weinberger Izidor  | Weinberger László    | Weinberger Margit    |
| Weinberger Ilona    | Weinberger Mór      | Weinberger Móricz  | Weisz Józsefné       | Weisz Miklós         |

### A szocializmus korszaka

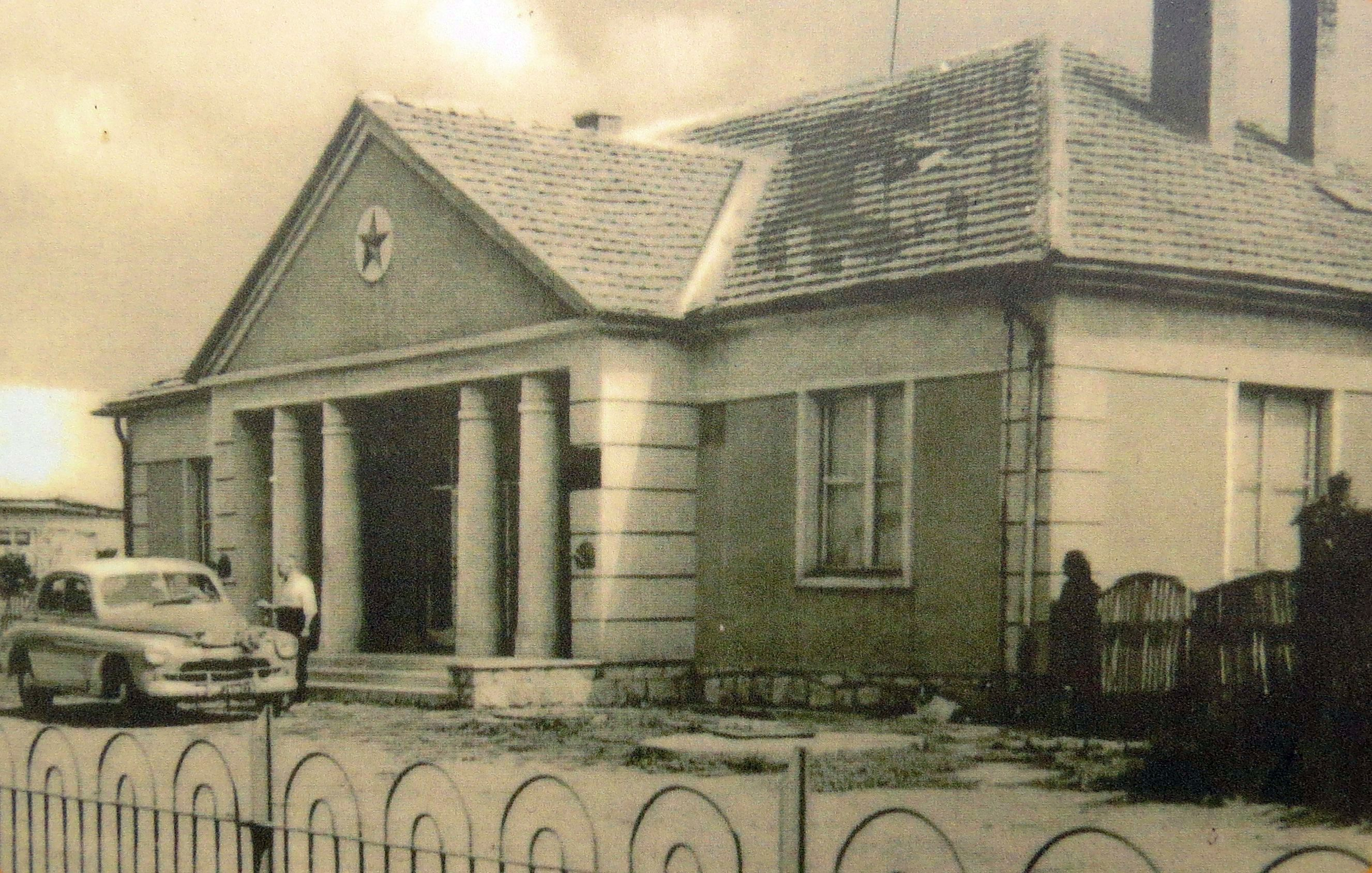
Az egykori pártház épülete Cigándon

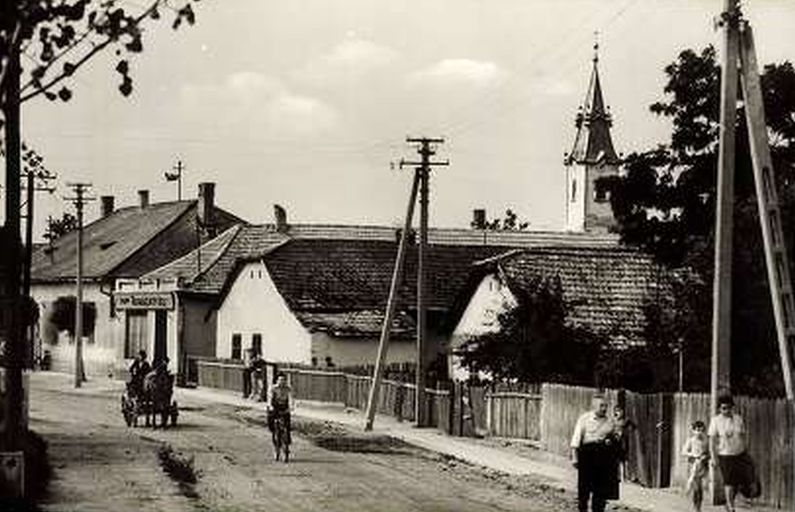
Cigánd Fő utcája az 1960-as évek elején

1945 márciusában a földosztás idején megalakult a Cigánd Községi Földigénylő Bizottság, amely a földet elsősorban a gazdasági cselédek, időszaki munkások és törpebirtokosok között osztotta fel. A cigándi határ földjeire 414 igénylő volt, akik között nemcsak helybeliek igényeltek és kaptak földet, hanem a környező falvak gazdái is. A földreformot követően földműves-szövetkezetek jöttek létre, amelyek alapjai voltak az 1948-ban megalakult mezőgazdasági termelőszövetkezeteknek. Az országos politikai helyzetnek megfelelően, Cigándon is megtörtént a kommunista hatalomátvétel, az államosítások, a választások helyett bevezetett szavazások és az 1950-ben bevezetett tanácsrendszer. Az 1950-es évek diktatúrája, valamint a nagy szegénység félelmet és ellenszenvet váltott ki a lakosságból. A tsz-ek szervezésének, Cigándon sem volt sok híve. Miután Cigánd „kiemelt” mezőgazdasági település volt, így az 1956-os forradalom után feloszlott téeszek újraszervezése központi feladat volt. Az akkori hatalom az egész Bodrogközt a termelőszövetkezeti mozgalom igájába hajtotta, csaknem kiirtva a középparaszti réteget, fokozva ezzel az elvándorlást. 1957 elején három tsz (Petőfi, Új Barázda, Haladás) próbált meg gazdálkodni rendkívül kis földterületen. Ebben az időben a cigándi „mintatéesz” a Petőfi volt. 1960-ban megalakult az Aranykalász Mgtsz, az Új Barázda helyett. 1963-ban alakult a Szőke Tisza Mgtsz, amely 1967-ben beleolvadt a Petőfi-tsz-be. „Cigánd népe ekkor már egyöntetűen a szocializmus útjára lépett.” 1971-ben sor került a két megmaradt tsz (Aranykalász, Petőfi) fúziójára, így jött létre az Egyesült MGTSZ melyet 1987 végéig szanáltak és helyette szakszövetkezet alakult, mely 1992-ig működött.
A nagyközség második emlékművét 1967-ben a cigándi úttörőcsapat emeltette, a nagy októberi forradalom emlékének 50. évfordulójára, az egykori Gagarin téren. A történelem ítélőszéke azonban a rendszerváltás után megsemmisítette.
Ebben az időszakban a település legfontosabb infrastrukturális fejlesztései, a következők voltak:
- Elektromos áram – ugyan már az 1950-es években is volt, de a község utcáit csak később, fokozatosan kötötték be az országos rendszerbe.[30]
- Telefonhálózat – 1953–ban került sor az első vonalak bekötésére, aminek ekkoriban még anyagi vonzata sem volt, a posta ugyanis az állami intézményeknek ingyenesen szerelte be a vonalat és a készülékeket.[31]
- Vezetékes ivóvízhálózat – 1965-ben hét mélyfúrású kút és – mint annyi évszázadon át – még a Tisza adta az ivóvizet Cigánd lakosainak, egészen az 1972-ben átadott a vízmű megépítéséig.[32]

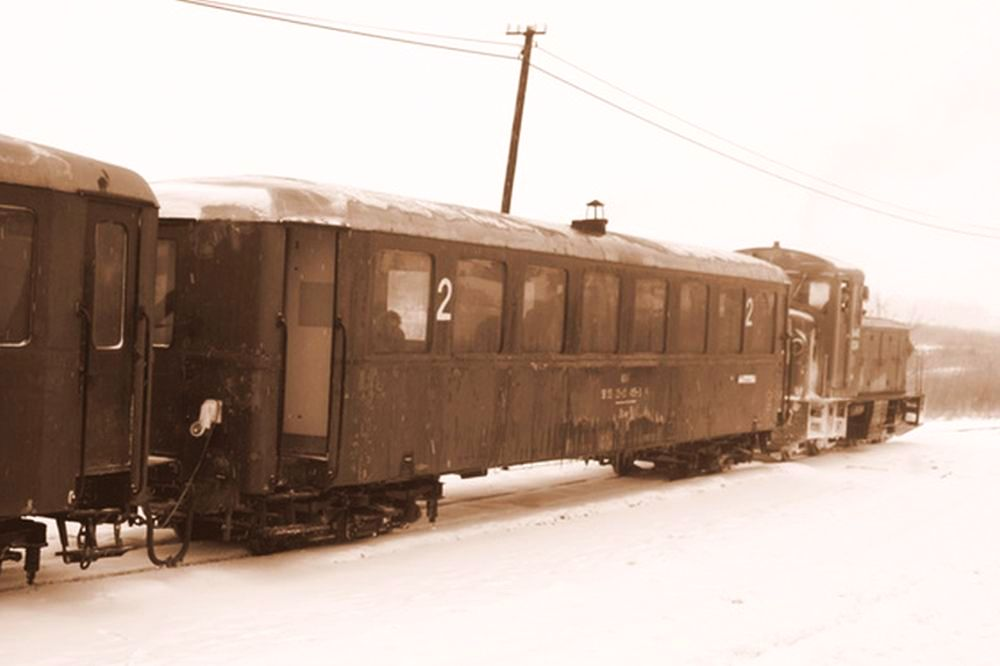
1976. december 31-vel a kisvasút végleg megszűnt Cigándon

Cigándot – csakúgy, mint a Bodrogköz többi községét – a zempléni városokkal (Újhely, Patak) a kisvasút kötötte össze. Cigándra ebben az időben öt pár vonat járt naponta. A Patak-Cigánd közötti 39 km-es utat 153 perc alatt tette meg, ami 21,6 km-es óránkénti átlagot jelentett. Az 1968-as közlekedéspolitikai koncepció következményeként, gazdaságtalanságára hivatkozva 1976. december 31-vel a kisvasút végleg megszűnt.
Az 1980-as évek második felére jellemző aszály miatt a már megvalósult beruházások nem biztosították a remélt hasznot. A megváltozott termelési szerkezet, a fokozódó gépesítés folytán a tsz egyre kevesebb embernek adott megélhetést, egyre nagyobb területek maradtak megműveletlenül. 1987 végére a Petőfi és Egyesült Mgtsz.-ek majd a Tisza Mezőgazdasági Szakszövetkezet felszámolásával, az elvándorlás 25–30%-os volt. A termelőszövetkezetek és a melléküzemágak megszűnésével a térségből gyakorlatilag eltűntek a munkahelyek, a gazdasági és foglalkoztatási kapacitások nem épültek újjá. Az itt működött termelőszövetkezetek még ezreket foglalkoztattak, fénykorukban ezernél is több embernek adtak munkát, ám az addigra nehéz helyzetbe került szövetkezetek teljesen leépültek. A földek és a felszámolásra ítélt szövetkezetek vagyona kevés ember kezében koncentrálódott, a kárpótlási jegyekkel, valamint a szövetkezeti részjegyekkel az emberek jelentős többsége nem tudott mit kezdeni, így olcsón adták el őket. Ennek az lett az eredménye, hogy a tőkekoncentráció kevés tulajdonos kezében összpontosult és egy egészségtelen birtokszerkezet alakult ki. A kevés dolgozónak is alig fele talált megélhetést a térségben.
| Cigánd ismertebb régi és jelenlegi helyneveinek eredete | Cigánd ismertebb régi és jelenlegi helyneveinek eredete |
| ------------------------------------------------------- | --- |
| Ady Endre utca                                          | Régi nevén: Klány-tag. Ennek a területnek a tulajdonosa zsidó volt. A zsidótörvények hatályba lépése után, ezen a területen már az 1940-es évek elején elkezdtek építkezni, ez pedig az évtized közepén általánossá vált. Hivatalos nevét a tanácsok megalakulásakor kapta. Egy ideig még a határrész neve után ismerték jobban. |
| Állomás                                                 | A kisvasút 1977-es megszűnéséig annak az állomása ezen a helyen volt. |
| Aranykalász-tanya                                       | A termelőszövetkezetek egyesülése előtt az Aranykalász nevű szövetkezet központi tanyája volt itt. Innen ered a név. |
| Átjáró                                                  | Itt vezetett át a Fő utca a vasúton és a Ricse felé haladó közúton (Vasút utca). |
| Báró-tag                                                | 1945-ig a Sennyey bárók birtokához tartozó terület volt a cigándi határban. |
| Béla-tanya                                              | Cigándhoz tartozó külterületi település. Cigándtól északra. 1945 előtt báró Sennyey Béla birtokának volt a tanyaközpontja. Nevét a volt tulajdonos keresztneve után kapta. |
| Berger-tag                                              | Ezen a területen sok bérlő gazdálkodott, s a bérlő által használt területet rendszerint a bérlő nevéről nevezték el. Ez a terület is bérlőjéről kapta nevét. |
| Butyka                                                  | A bodrogközi ÁFÉSZ tulajdonában és üzemeltetésében levő kocsma. Nevét a faházról kapta. |
| Csarnok                                                 | A sátoraljaújhelyi Tejipari Vállalat tejgyűjtő állomása volt. |
| Csatorna                                                | A 19. század végén kezdett lecsapolási munkálatok után a területen is kiépítették a belvízlevezető csatornarendszert. Ez a csatorna is a belvíz levezetésére szolgáló egyik csatornája a cigándi határnak. |
| Csicsókás                                               | A bárói birtokon régen vetették ezt a növényt a vadállomány, s főleg a vaddisznók téli táplálására, mivel ezt a burgonyához hasonló növényt télen könnyen kitúrhatták a laza talajból. Ez a terület azért kapta ezt a nevet, mert ezt a növényt gyakran vetették ide. |
| Csonka-járó                                             | Lejáró a Tiszára. A régi cigándi útnál vezetett le oda. Ezért kapta ezt a nevet. |
| Dögtér                                                  | A községben elhullott jószágokat ezen a területen lehetett, illetve volt szabad elföldelni. Innen a név. |
| Egyház-tag                                              | 1945 előtt ez a terület a református egyház tulajdonában volt és a lelkész javadalmához tartozott. Azért is kapta ezt a nevet. |
| Elefánt-tag                                             | A terület nevét egykori zsidó bérlőjének nevéről kapta. |
| Erzsébet-tanya                                          | A Cigánd határában levő Sennyey birtok egyik tanyája volt. A nagybirtok gazdasági cselédei laktak itt. Nevének eredete azonban ismeretlen. |
| Felső kocsma                                            | A bodrogközi ÁFÉSZ tulajdonában lévő, az állomás melletti italbolt neve. |
| Fő utca                                                 | Az egykori kisvasúttól a Tiszáig húzódó, a falun átvezető út neve. |
| Ér utca                                                 | A Tisza kiöntésekor ez a terület mindig vizes rész volt. A víz csak nehezen húzódott vissza. Innen a név. |
| Gagarin tér                                             | 1967-ben az egykori pártház előtti teret nevezték el Jurij Gagarinról. 1990-ig hívták így. Ezt követően 2017-ben ezen a helyen hozták létre az '56-os emlékteret, ahol Borsi Antal alkotása kapott helyet. |
| Garami-bolt                                             | A bodrogközi ÁFÉSZ tulajdonában és üzemeltetésében levő vegyesbolt. Nevét a boltvezető neve után kapta. |
| Gazda dombja                                            | A falusi lakosság által használt homokbánya. |
| Gödény                                                  | A település cigány lakosságának nagy része ezen a területen lakik. |
| Gödény-tó                                               | Nevét a pelikán vízimadárról kapta. |
| Gorsó-dűlő                                              | Az urasági tanya körül elterülő földek neve. |
| Gorsó-tanya                                             | A Gorsó nevű területen levő urasági tanyának volt ez a neve. Az urasági birtok gazdasági cselédei laktak ezen a tanyán. |
| Gyilkos erdő                                            | Ez a tiszaparti erdő azért kapta, s őrizte meg ezt a nevet, mert 1959-ben féltékenységi okok miatt egy 19 éves tiszacsermelyi fiú meggyilkolta 17 éves barátnőjét. |
| Hajnal utca                                             | Hivatalos nevét az utca 1950-ben kapta. Addig Koricka néven volt ismert, melynek eredetére nincs magyarázat. |
| Határ utca                                              | Nagycigánd és Kiscigánd között ez az utca volt a határ 1923-ig, a két falu egyesüléséig. Az 1866-os kataszteri térkép alapján, a régi neve Mezsdje útcza volt. |
| Holt-Tisza                                              | Vízmeder, mely a szabályozás után feleslegessé vált. Napjainkban minden áradáskor feltöltődik. |
| Hősi emlékmű                                            | A község lakói által 1938-ban emelt, az első világháborúban elesettek emlékoszlopa a Hősök terén. A település első emlékműve. |
| Hősök tere                                              | Emlékpark, a Fő utca és az Új élet utca által lehatárolt területen, a katolikus templom közvetlen környezetében. A tér régi neve Kozma György tér volt. Helyén kezdetben tó volt. Ma itt található a város legtöbb köztéri alkotása és a Bodrogközi Múzeumportával együtt a város szíve, közösségi és kulturális életének fontos helyszíne. |
| Iskola utca                                             | Hivatalos nevét azért kapta, mert az utcában van több oktatást szolgáló épület. Az 1836-os úrbéri térképen (a közszájon ismertebb Tóhát helyett) még Tó homoka szerepel. |
| Kertköz utca                                            | Az utcának ez volt a népi neve, s ebből keletkezett a hivatalos neve. Eredete azonban ismeretlen. |
| Kis-Gyékényes                                           | A 19. századvégi lecsapolási munkálatok előtt ezen a területen a főnövény a gyékény volt. Ezért kapta ez a terület a nevét. |
| Kiscigándi járó                                         | A kiscigándi lakosok lejárója volt a Tiszára. Azért kapta ezt a nevet. |
| Központi iskola                                         | Az általános iskola központi épülete. |
| Kultúrház                                               | A község művelődési háza, amely 1953-tól Rákosi Mátyás nevét viselte, 1961-től Móricz Zsigmond nevét vette fel, amelyben a rendszerváltásig mozi is működött. 2000-ig az épülettel egy fedél alatt volt a Községi Könyvtár is. 2000-ben teljesen átalakították az épületet és Nagy Dezső Művelődési Ház nevet kapta az intézmény. |
| Likmány-tag                                             | A területet egy Likmány nevű ember bérelte. Az ő neve után kapta ezt a nevet. |
| Médium                                                  | A terület nevének eredete ismeretlen. |
| Mérlegház                                               | A termelőszövetkezet hídmérlegéhez kapcsolódó épület neve. |
| Náci-tag                                                | A terület bérlőjéről, illetve tulajdonosáról kapta nevét. |
| Nagybolt                                                | A bodrogközi ÁFÉSZ tulajdonában és üzemeltetésében levő bolt neve. Mivel az alapterülete a többinél nagyobb volt. |
| Nagycigándi járó                                        | Nagycigánd lakói ezen az úton jutottak le a Tiszára. |
| Nagy-homok                                              | Az itt levő földterület nagy része homoktalaj. Innen kapta e terület a nevét. |
| Orsó-szög                                               | A terület nevének eredete ismeretlen. |
| Pácini út                                               | Az egykori vasúttól (a mai körforgalomtól) kezdődő, Pácin felé vezető út neve. |
| Palló-szög                                              | A terület nevének eredete ismeretlen. |
| Paptag                                                  | A 18. századtól 1945-ig a református egyház tulajdonában volt ez a terület. A 19. század végén bekövetkezett lecsapolásig több tó is volt itt, melyeken a református egyház halásztatott. Így ismerjük az 1620-as években Cigándon a Pap tava területet, amely a lecsapolás után eltűnt, s a területet Paptagnak nevezték. A Pesty-féle gyűjtésben még megtaláljuk a Pap tava elnevezést. Jelenleg ez a terület az Arany János, a Felszabadulás, a Bartók Béla, a Rákóczi Ferenc és a Mátyás utcákat foglalja magába. |
| Pártház                                                 | 1990-ig az MSZMP nagyközségi pártbizottsága működött az épületben, de alkalmanként képzőművészeti kiállításoknak is helyet adott. Később az épületben varroda működött. |
| Patkó-kanyar                                            | Régi nevén Csapó-gödör. Az első név eredete ismeretlen. A második nevet azért kapta, mert itt a töltés patkó alakban meghajlik. Hajdanán a Tisza itt átszakította a töltést és így erősítették meg. |
| Petőfi Sándor utca                                      | Amíg a két Cigánd nem egyesült, ez volt a nagycigándi főutca. Az 1866-os kataszteri térkép alapján a régi neve: Piacz útcza. |
| Petőfi-tanya                                            | A falu egyik termelőszövetkezetének a központi tanyája volt. |
| Piactér                                                 | Heti piacok tartására biztosított hely az egykori Kiscigándon. Valamikor víz alatt állt ez a terület. A Bodrogközi Múzeumporta főbejárata előtti teret, 2015-ben megszüntették. |
| Rádvány utca                                            | Korábban nagyon sáros utca volt, szinte beleragadtak itt a szekerek a sárba (rádványba). Azért kapta ezt a nevet. |
| Református templom                                      | A református egyház temploma. Az épület gót stílusban épült. Jelentős egyháza volt már a 15. században. Egy 1413-as oklevélben Egyházas Cigánd néven emlegették. |
| Svarc-tag                                               | A terület egykori zsidó bérlőjének (Schwartz) nevét viseli. |
| Tanácsház                                               | 1950-ig községházaként a helyi közigazgatás székhelye volt. 1990-ig Tanácsházaként működött. 1990-től itt kezdte meg működését az önkormányzat, s működött itt addig, míg nem vásárolta meg a volt tsz székházat. Várossá nyilvánítása után okmányiroda, majd 2015-től kormányablak létesült benne. |
| Téglagödör                                              | Vályogvetéshez, a téglaégetéshez szükséges földet, agyagot innen bányászták ki a vályogvető cigányok. A Füzes utca és Petőfi Sándor utca sarkán lévő gödröt a rendszerváltás után feltöltötték. 2011-ben labdarúgó pályát alakítottak ki a helyén. |
| Tisza újsor                                             | Korábban itt rendezték a vásárt, azonban az idők folyamán egyre többen építkeztek ide. Ma már teljesen beépített, lakott terület. |
| Tsz-iroda                                               | A szövetkezetek egyesülése után lett az egyesült szövetkezet irodája. Jelenleg a cigándi önkormányzat működési helye. |
| Új élet utca                                            | Az utca régi neve Tóhát utca illetve Tó homoka utca, legalábbis az 1836-os úrbéri térképeken így szerepel. Új hivatalos nevét az az első tanácsválasztás alkalmával kapta. |
| Új iskola                                               | Az iskolások zsúfoltságának megszüntetése céljából 1974-ben épült új iskolaépület, tornateremmel. 2012-ben felújították és még egy szinttel megemelték. |
| Varroda                                                 | 1920-ban a cigándi zsidó hitközösség saját zsinagógát épített. A második világháború alatt az épület megsérült és egy ideig nem is állították helyre. 1950-ben helyreállították és egy ideig négy terme iskolaként működött, később privatizálták és az 1970-es évektől varrodaként működött. A Hegyalja Ruházati Ktsz. kihelyezett üzeme volt. Jelenleg teljesen elhanyagolt állapotban van. Ma a varroda az egykori pártház épületében működik.                                                                     |
| Vásártér                                                | Cigánd vásártartó helye. Évenként négy alkalommal volt a faluban országos állat- és kirakodóvásár. A vásárt mindig ezen a területen tartják. Innen a név. |
| Villám utca                                             | Nevét azért kapta, mert egy vihar alkalmával villámcsapás következtében az utcában 9 ház leégett. |
| Vitéz-tag                                               | Az első világháború után a vitézzé avatott frontharcosok számára kiosztott földterület kapta ezt a nevet. |
| Viztorony                                               | A községi törpevízmű víztároló tornya az Iskola utcában. 1972-ben emelték. |
| Zsidótemető                                             | Az egykori zsidó lakosság 1940-ig használta. Ma holokauszt emlékhely. |

## A rendszerváltástól napjainkig

### Politikai viszonyok
|  | „E határozat alapján 2004. július 1-jei hatállyal városi címet kapott Bács-Kiskun megyében Dunavecse, Tompa; Borsod-Abaúj-Zemplén megyében Abaújszántó, Cigánd; Fejér megyében Adony, Velence; Győr-MosonSopron megyében Jánossomorja; Hajdú-Bihar megyében Hajdúsámson; Heves megyében Bélapátfalva; Jász Nagykun-Szolnok megyében Kenderes; Komárom-Esztergom megyében Lábatlan; Pest megyében Dunavarsány, Fót, Örkény, Szigethalom; Szabolcs-Szatmár-Bereg megyében Balkány; Veszprém megyében Badacsonytomaj, Berhida nagyközség. A köztársaság elnökének határozata alapján hazánkban 2004-ben a városok száma 274 lett. Magyar Közlöny 70. szám (2004. május 25.)” |
|  | |

1990-ben Cigándon is megtartották a rendszerváltás utáni első szabad önkormányzati választásokat, melynek polgármesterévé az 1987 őszén szanált tsz-ek felszámolásának irányítására visszatért Németh Károlyt választották. Függetlenségét megőrizve még négy alkalommal választották újra. 2004- ben az ő irányítása alatt kapott városi rangot a település és 2010-es leváltásáig húsz éven át irányította azt.
A 2010-es magyarországi önkormányzati választáson négy polgármesterjelölt indult Cigánd vezetéséért, köztük a már hatodszor induló Németh Károly is. A polgármester választáson Oláh Krisztián kapta ugyan a legtöbb szavazatot, de az eredményt a választási bizottság megsemmisítette és elrendelte a szavazás megismétlését. Ugyanis egy magánszemély jelezte, hogy szervezetten szállították a szavazásra jogosultakat, ételt és italt osztottak nekik, kampánycsendsértések is voltak és „cédulákon előre meg volt jelölve hogy kire kell szavazni, mely cédulák kézről-kézre jártak”, vagyis befolyásolták a szabad választást. A döntésnél a testület figyelembe vette, hogy a polgármester-választáson a két legtöbb szavazatot kapott jelölt között mindössze 42 szavazat különbség volt, az egyéni listás választáson pedig a mandátumot már nem szerző jelölt 6 vokssal maradt le attól, akit képviselőnek választottak. A megismételt választást október 30-án tartották. Ezen a 2360 szavazópolgár közül 1634-en adták le voksukat. Itt a polgármester-jelöltek közül a független Oláh Krisztián nyert 892 szavazattal, míg a települést 1990 óta vezető Németh Károly szintén független jelöltre 709-en voksoltak. Tehát a megismételt választást is Oláh Krisztián nyerte, majd a 2014-es majd a  2019-es választások óta jelenleg is ő a város polgármestere.

### Gazdasági helyzet
Az 1990-es években lezajlott társadalmi-gazdasági folyamatok lényeges hatást gyakoroltak a népesség gazdasági aktivitás szerinti összetételére. Az átalakulás folyamatában, a gazdálkodási formák összetétele Cigándon is jelentősen megváltozott és új vállalkozási formák jelentek meg. A legtöbb vállalkozás a kereskedelem, a mezőgazdaság, az építőipar, a szállítás, a raktározás, a posta és a távközlés nemzetgazdasági ágban működött. A településen a vállalkozások 65,5%-a nem tartott alkalmazottat, 50-nél több fővel működő vállalkozás pedig nem volt Cigándon. 1995 óta halmozottan hátrányos település, ahol a legnagyobb problémák a helyi munkalehetőségek az iskolázottság és a közlekedés területén jelentkeztek. Az elmúlt években több program és fejlesztés is történt a városban, de a felhalmozódott problémák felszámolásához ezek az erőfeszítések nem voltak elegendőek. A működő vállalkozások száma az 1996. évi 87-ről 2003-ra 84-re csökkent, amiben az egyéni vállalkozások számának lassú fogyása játszott szerepet. A városi önkormányzat már több éve pályázik közfoglalkoztatási programokra, de az igazi áttörést a 2013-as év hozta meg a kisváros életében. Ebben az évben a START programokban több mint 200 főnek sikerült munkát biztosítani (mezőgazdasági, állattenyésztési, belvízelvezetési, belterületi közutak karbantartására irányuló és egyéb értékteremtő közfoglalkoztatási programokban), és ezzel a térség legnagyobb foglalkoztatójává vált a város önkormányzata. A közfoglalkoztatottak és a támogatások segítségével kialakításra került egy állattartó telep, megépült a savanyító üzem, a korszerűbb térkő gyártásnak köszönhetően járdák újultak meg. A közfoglalkoztatási programok nagyban segítették a város fejlődését, értéket és munkahelyet teremtettek, valamint képzést biztosítottak az alacsony iskolai végzettségűek számára.

### A város fejlődése

#### Az új Tisza-híd építése

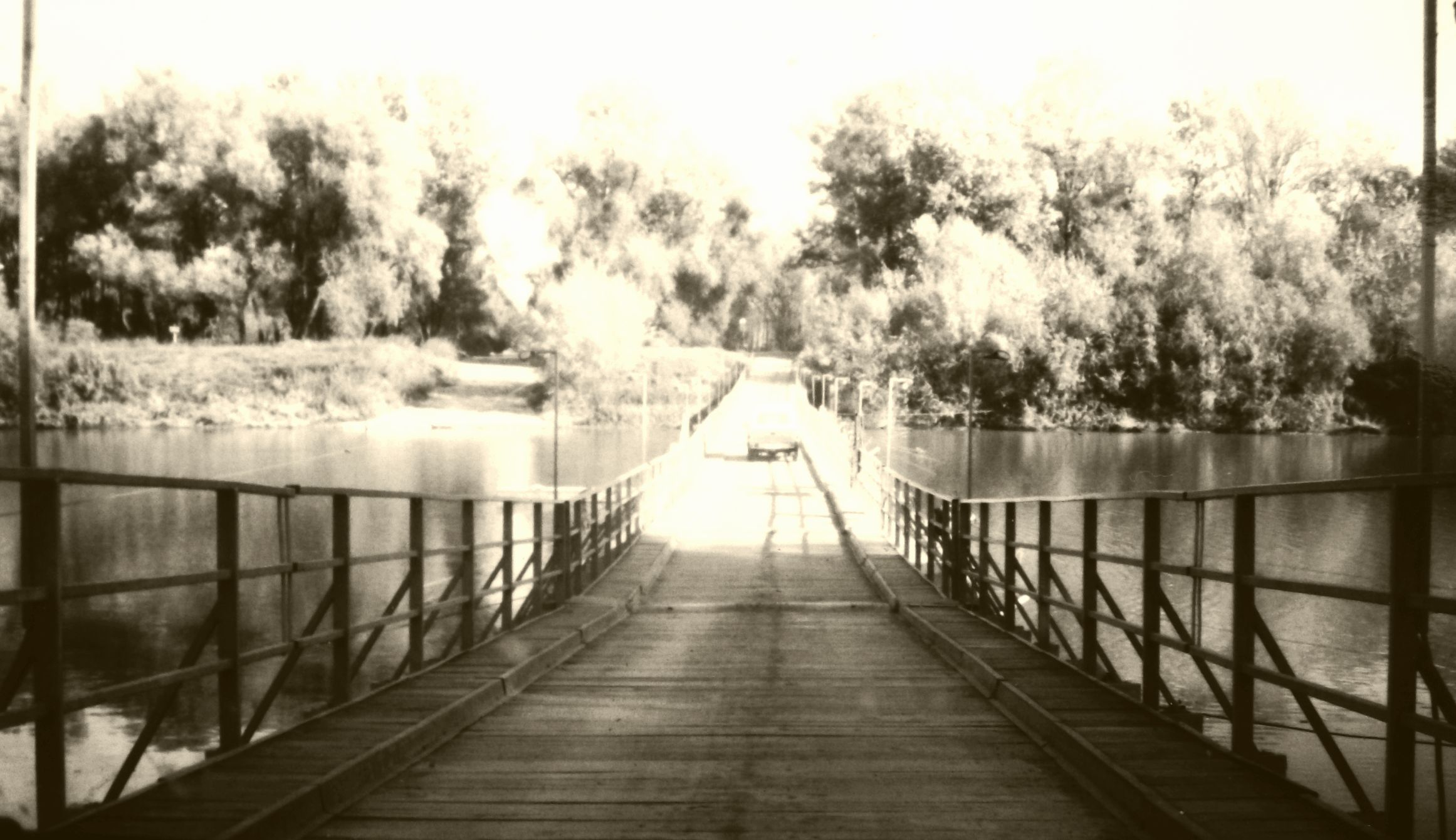
Az egykori pontonhíd Cigánd és Dombrád között (1994)

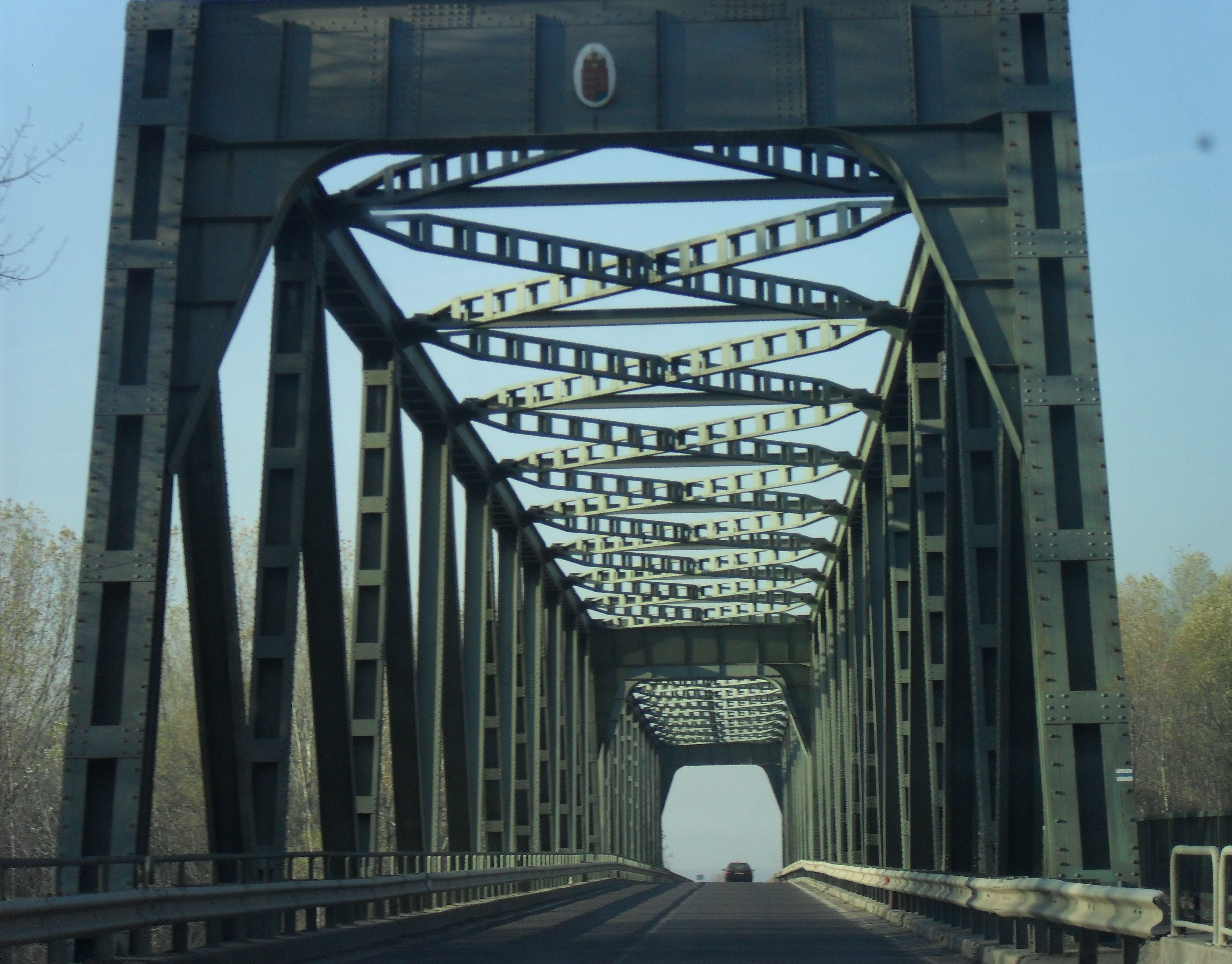
Az új cigándi Tisza-híd (2012)

A közúti személy- és teherforgalom a Tiszán át, 1994-ig kompon bonyolódott le Cigánd és Dombrád között. A térségébe tervezendő állandó híd körvonalai már az 1980-as évek második felében fogalmazódtak meg, de a közlekedési minisztérium csak 1991-ben határozta el a megépítését, a bodrogközi települések elzártságának csökkentésére. Ezt megelőzően egy megvalósítási tanulmány kimutatta, hogy a régi polgári Tisza-híd rácsos felszerkezete alkalmas, a Cigánd térségében építendő új híd megvalósításához. A cigándiak régi álma valósult meg, amikor 1993. május 21-én a Tisza 597+600 folyam-kilométer szelvényében elkezdték építeni a II. Rákóczi Ferenc Tisza-hidat. A híd Cigándot, illetve Tiszakanyárt észak felől elkerülve épült meg. Az ártéri szerkezetekkel együtt 532 méter hosszú létesítményt 1994. november 19-én adták át ünnepélyesen a forgalomnak. A cigándi Tisza-híd várostörténeti jelentőségű építmény, melynek átadása után időjárástól, évszakoktól függetlenül megnyílt az út Szabolcs-Szatmár-Bereg vármegye, elsősorban a 15 km-re lévő Kisvárda irányába, jelentősen csökkentve a település elszigeteltségét.

#### Cigánd-Tiszakarádi árapasztó tározó
A Vásárhelyi-terv Továbbfejlesztése keretében 2005.szeptemberében kezdték el építeni az állami költségvetés által finanszírozott, az országban elsőként megépült Cigánd-tiszakarádi árapasztó tározót. A létesítmény az Észak-magyarországi Vízügyi Igazgatóság (ÉVIZIG) működési területén, a Bodrogközi ártéri öblözetben, a Cigánd és Ricse közötti térségben fekszik. Árvíz esetén mintegy 25 cm-es vízszintcsökkenést eredményez, a Tisza adott szakaszán. Hatása Záhony és Kisköre közötti Tisza szakaszon érvényesül. Az új töltések koronaszintje egy méterrel magasabb a tározási szintnél. A tározót körülvevő mintegy 24 km hosszú új töltés jelzi a határokat, melyen végig aszfaltozott kerékpárút is fut, ami csatlakozik az országos kerékpárút-hálózathoz. A 16,5 milliárd forintos beruházást, 2008. november 14-én Szabó Imre adta át ünnepélyes keretek között. A tározó átlagos vízmélysége 3,8 méter, ez azonban csak rendkívüli árvízi helyzetekben állhat elő. A „mesterséges tó” felülete ekkor 24,7 négyzetkilométer, ami nagyjából a Velencei-tó területének felel meg. A befogadott víz mennyisége: 94 millió köbméter.
| Cigánd várossá nyilvánítása óta megvalósított fontosabb fejlesztések | Cigánd várossá nyilvánítása óta megvalósított fontosabb fejlesztések |
| Év                                                                   | Fejlesztés |
| -------------------------------------------------------------------- | --- |
| 2006                                                                 | - A Cigándi Sportegyesület pályája mentén 400 fő befogadására alkalmas fedett lelátó épült. |
| 2007                                                                 | - Novemberben átadásra került a Vasút utca - Ricsei elágazásig megépített kerékpárút. - Ebben az évben Cigánd Városban a szennyvíz kiépítése teljes mértékben kiépítésre került. |
| 2008                                                                 | - November 14-én a Vásárhelyi-terv továbbfejlesztése keretében, a település határában átadták az árapasztó tározót, amely 25 centiméterrel csökkenti a tiszai árhullámok szintjét. - Június 17-én átadták a Szabadidő Központ épületét, amely egy D1 típusú sportcsarnok. Az épület 2014-ben önkormányzati tulajdonba került. |
| 2011                                                                 | - Augusztus 13-án testvértelepülés táblát helyeznek el, a Járóbeteg Szakellátónál (Varga András szobrász munkája). |
| 2012                                                                 | - Márciusban megkezdte működését a Bodrogközi Kistérségi Járóbeteg Szakellátó Központ. - Augusztus 19-én felavatták a Kántor Mihály Általános Iskola névadójának bronzszobrát. - Szeptember 14-én, a Bodrogközi Gazdasági Vasút Rt. alapításának 100. évfordulójára, emlékművet avattak. - Októberben elkezdődött az Ipari Terület kiépítése. |
| 2013                                                                 | - Január 1-én Cigánd Város járási központtá válik. - November 6-án átadták Borsod-Abaúj-Zemplén vármegye első, az ország harmincegyedik katasztrófavédelmi őrsét Cigándon. - November 16-án az elmúlt 30 év legjelentősebb útfelújítási munkálata fejeződött be a Bodrogközben, amikor a Magyar Közút Nonprofit Zrt. beruházásában átadták a Cigánd-Pácin összekötő út mintegy 7,9 kilométeres szakaszának rekonstrukcióját. |
| 2014                                                                 | - Januárban felújították a Nagy Dezső Városi Művelődési Ház színpadát és nézőterét. - Május 2-án átadásra került a szerkezetében teljesen felújított sportpálya. - Június 9-én gondos előkészítő munka után rendbe tették a zsidó temetőt ahol Holokauszt Emlékművet is avattak. - Augusztus 15-én az első világháború kitörésének 100. évfordulójára, a Hősök terén átadják a felújított I. világháborús emlékművet. |
| 2015                                                                 | - Augusztus 20-án átadták a „Múzeumok Párbeszéde” című, a szlovák–magyar határon átnyúló projekt keretében elkészült Bodrogközi Múzeumportát. - Új szabadtéri színpad épült a Hősök terén. - A volt Vasútállomás felújítása és környékének rendezése. - A Bodrogközi Vállalkozói Inkubátorház átadásával, megteremtik az ipartelepítés ösztönzésének alapját, amely a város első jelentősebb üzleti infrastruktúrája. - Cigánd Város Önkormányzata a településen 180 millió Ft értékben hajtott végre energetikai fejlesztéseket célzó beruházásokat, és telepített napelemes rendszereket, megvalósítva számos közintézmény energetikai rekonstrukcióját. |
| 2016                                                                 | - Térfigyelő rendszer bővítése, amellyel a meglévő rendszer 44 kamerára bővült. A fixkamerákon kívül immár forgatható és rendszámfelismerő kamerák is növelik a város közbiztonságát. |
| 2017                                                                 | - Május 26-án Dombrád és Cigánd között, újraindult a kompközlekedés a Tiszán. |
| 2018                                                                 | - Szeptember 23-án hivatalosan átadásra kerül a Cigánd Városi Stadion és ezt megelőzően a Fitnesz park, augusztus 19-én. |
| 2019                                                                 | - Napelempark létesült a Béla-tanya és Cigánd között a 381-es közút mellett, amely a Magyar Villamos Művek beruházása. |
| 2020                                                                 | - Október 9-én a Cigándon megvalósuló tanuszoda ünnepélyes alapkőletétele. |
| 2021                                                                 | - Június 18-án a Bodrogközi Múzeumportán átadják a Múlt-kor Háza épületét valamint a Cigándi Séta tanösvény 15 állomását. - Augusztus 20-án a magyarság és az összetartozás tiszteletére állított Trianoni-emlékmű felavatása, melyen a Bodrogköz mind az 55 településének delegeciója is részt vett. |
| 2023                                                                 | - Április 14-én átadják a cigándi Járási Tanuszodát, a Bodrogköz első tanuszodáját, amely sportversenyek megrendezésere is alkalmas. |

## Oktatás és kultúra

### Az általános iskola rövid története
Amióta Cigánd lakossága felvette a református hitet, azóta folyik oktatás a településen. Ennek első írásos emlékei 1629-ből valók. Az első igazi, nagy jelentőségű néptanító Sőregi Márton 1868-ban került Cigándra. Nemcsak kitűnő tanító volt, de házi gyógyszertárából is szolgáltatott gyógymódjaival, 1905-ig sok fájdalmat megenyhített. Igen sok betegen segített, mivel a településen ekkor még nem volt orvosi ellátás. A Tisza szabályozását követően a lakosság számának növekedésével, az 1900-ig osztatlan egytanítós iskolát bővíteni kellett. 

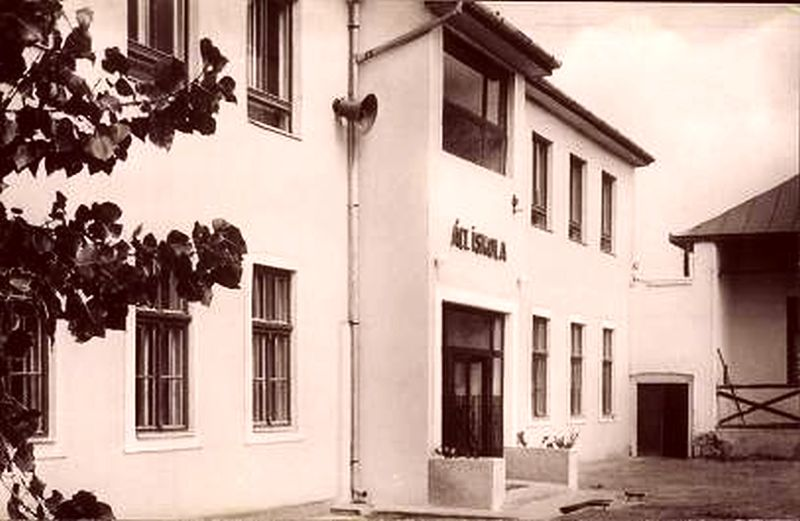
A Cigándi Általános iskola központi épülete az 1960-as években

Az 1905/06-os tanévre már két kántortanítói és két tanítónői állás várt betöltésre, amelyekből az egyiket Kántor Mihály töltötte be, akit egy év után véglegesítettek. 1907-ben és 1912-ben megtoldották a már meglévő osztálytermeket így az ősi iskolaépület két tanteremmel bővült. 1904 és 1934 között a tanulók létszáma 278-ról 572-re nőtt. Az 1930-as években a reformátuson kívül, még három felekezeti iskola működött a faluban. Az izraelita népiskola, valamint a községhez tartozó Erzsébet- és Bélatanyán pedig egy-egy római katolikus népiskola működött. 1939-ben két állami iskolát szerveztek három tanteremmel. A tanköteles tanulók száma ekkor 750 volt. Az 1952/53-as tanévben 19 osztályban és 9 tanteremben szűkösködött a 768 tanuló. A Temető utcai (mai központi) iskolát 1963-ban emeletráépítéssel bővítették, ezáltal 6-ra növekedett a tantermek száma. Itt működött 1964-68 között a cigándi gimnázium is. 1970-es évek elején tovább javult a tantermi ellátottság helyzete. 1998-ban az általános iskola felvette Kántor Mihály nevét.Az iskolában képzőművészet, zeneművészet, néptánc és moderntánc oktatása is elkezdődött. 2007-ben az iskola 
tagintézményei lettek Révleányvár és Zemplénagárd iskolái. Az intézmény három épületéből az alsó tagozatos iskolaépület teljesen fel lett újítva 2010 és 2012 között, míg a Központi iskola tetőszerkezetét 2011-ben újították fel. 2013-ban pedig a napelemes energiatermelő rendszert is elkészült az intézménybe. 2013-tól az iskola állami fenntartásba került, az önkormányzat az üzemeltetéséért felelős. A tanulók száma 2018-ban 390 fő volt. 2023. március 29-én átadásra kerül a felújított és közel 200 négyzetméterrel (4 tanteremmel) bővített iskola, melynek keretében megújult az intézmény infrastruktúrája. A projekt 190 fő felső tagozatos tanulót érint.
Cigánd iskolaigazgatói a 20. század elejétől napjainkig:
| név                      | időszak   |
| ------------------------ | --------- |
| Kántor Mihály            | 1914-1944 |
| Nagy Dezső               | 1945-1947 |
| Páldi Jeremiás           | 1947-1948 |
| Kántor Lajos             | 1949-1967 |
| Oláh Zoltán              | 1968-1970 |
| Tóth Bertalan            | 1970-1972 |
| Erdősi János             | 1972-1988 |
| Téglás Dezső             | 1988-2008 |
| Bodnár Balázs            | 2008-2013 |
| Némethné Szendrei Csilla | 2013-     |

### A Művelődési Központ rövid története

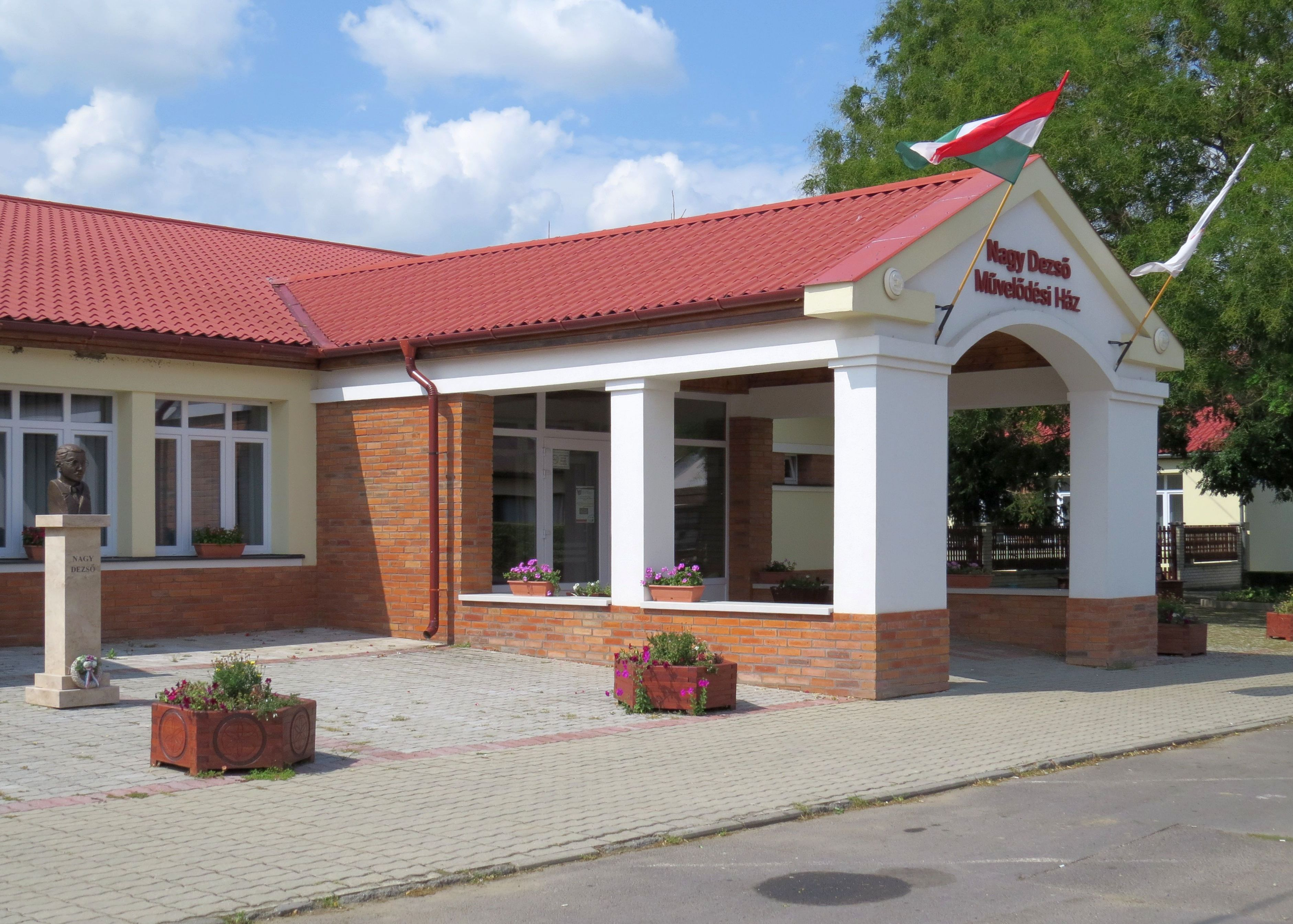
A Nagy Dezső Művelődési Ház főbejárata Cigándon 2017-ben

A településen már a 20. század elején elismerésre méltó művelődési tevékenység zajlott, melynek helyszínei akkor az iskola és a vendéglő voltak. A növekvő igények miatt elengedhetetlenül szükségessé vált egy kultúrház építése, melyet 1951.augusztus 20-án adtak át. Volt benne olvasóterem, színpaddal rendelkező nagy bálterem, ami egyúttal filmvetítésre is alkalmas volt. Az 1950-es években a kultúrház Rákosi Mátyás nevét viselte, amit az 1956-os forradalmat követően természetesen elhagytak. Öt évig nem volt hivatalosan elnevezve a művelődési ház. 1961-ben azonban felvette Móricz Zsigmond nevét. Az 1960-as évek közepétől igazi művelődési központtá fejlődött az intézmény. Ebben az időben 250-300 hivatásos előadóművész fordult meg évente a Művelődési Házban ahol Ifjúsági Klub és Színjátszó Kör is működött, valamint itt tartották próbáikat a tánccsoportok. A mozielőadások már 1939-ben beindultak a települásen, amely 1951-ben tevődött át a művelődési házba és egészen a rendszerváltásig itt működött. A kultúra mindig is kiemelt jelentőségű volt Cigánd életében. Az időközben korszerűtlenné vált 50 éves Művelődési Ház teljes körű felújítását, átépítését határozta el a képviselő-testület, melynek anyagi hátterét 2000 tavaszára meg is teremtette. A jelentős átépítés elkészülése után az intézményt, a település kulturális területén egykor kiemelkedően tevékenykedő kántortanítóról, Nagy Dezsőről nevezték el. Az átalakítással sikerült elérni, hogy a Bodrogköz legnagyobb befogadóképességű színházterme, mely konferenciák rendezésére is alkalmas Cigándon valósult meg. A Művelődési Ház átadása óta több országos és regionális rendezvénynek is otthont adott. A Művelődési Központ részt vett a környező városok kulturális rendezvényeinek szervezésében is. 2014- ben egy önerős fejlesztés eredményeként 200 fős színházteremmel bővült az épület.

### A városi könyvtár rövid története

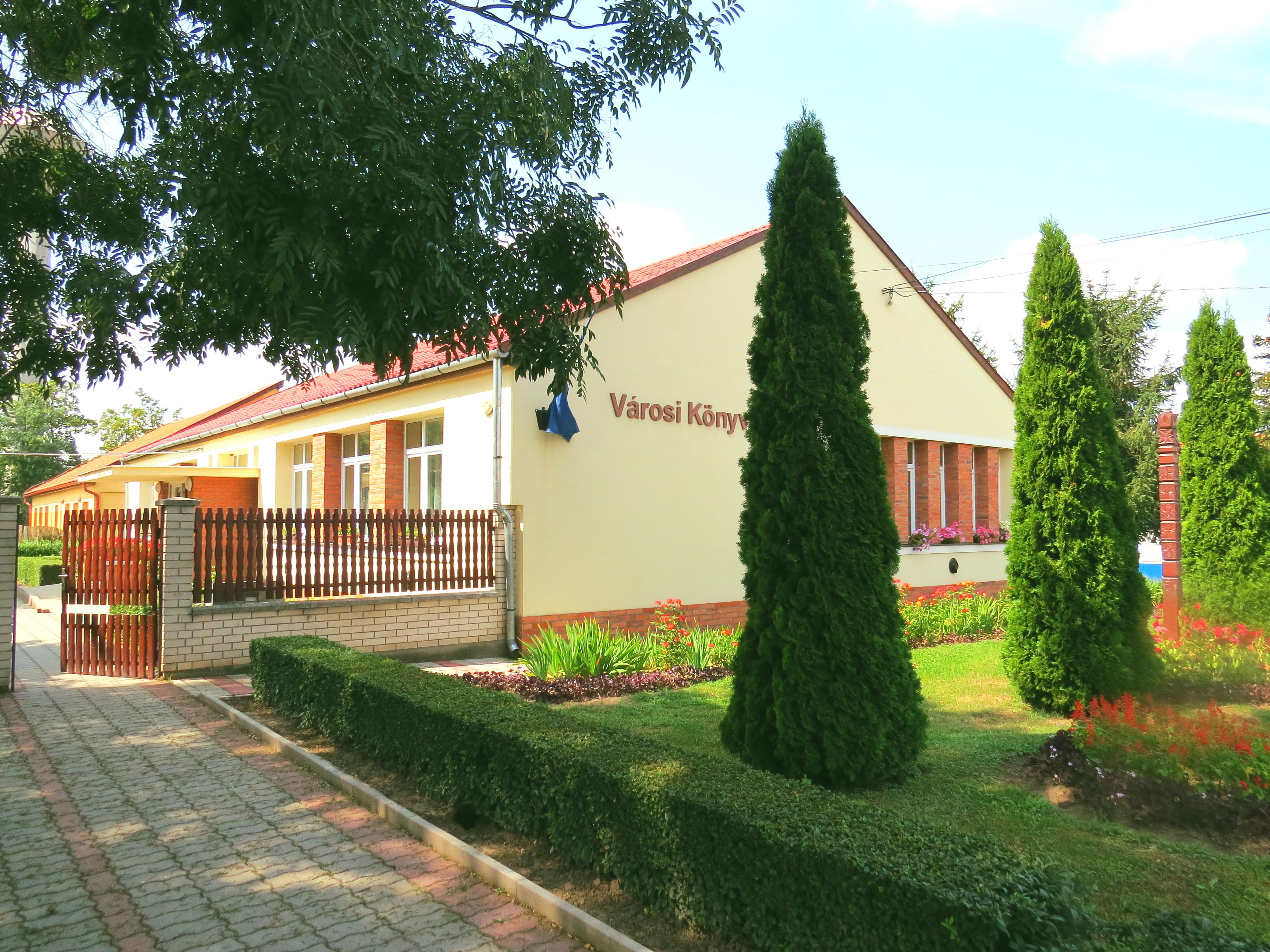
A Városi Könyvtár épülete Cigándon 2017-ben

Az első könyvtárak a református egyház kezelésében, már 1898-tól léteztek az akkori Földművelésügyi Minisztérium
anyagi támogatásával.
. 1934-ben 4 könyvtár működött a településen, az egyháziakon kívül a Levente Egyesület illetve a községi elöljáróság finanszírozásában. A könyvtári könyvek összes száma ekkor 600 db volt. Az első nyilvános könyvtár az 1950-ben átadott Művelődési Házban kezdte meg működését. Az megújított községi könyvtár 1963. április 4-én kezdte meg működését 1953 kötettel. 1963 végére, a beiratkozott olvasók száma 525 fő, a lakosság 10%-a. A könyvtár állománya 1969-re 6946 kötetre nőtt. A könyvtár épületének első bővítésére 1986-ban került sor, az addig 63 négyzetméteres alapterület megduplázódott. Az iskolai és községi könyvtár összevonása 1997-ben történt meg, az 1361 db-os iskolai könyvállomány beolvadt a községi könyvtár állományába. A könyvtár életében mérföldkő a Millenniumi Év. 2000. augusztus 20-án önálló épületbe költözött a könyvtár, melynek alapterülete 153 m2-re bővült, a könyvtári dokumentumok száma ekkor már 16 061 db volt, a beiratkozott olvasók száma pedig 631 fő, a lakosság 17%-a. A könyvtárat 2010-ben akadálymentesítette az Önkormányzat.